# Gmina Cielądz
Cielądz ist ein Dorf und Sitz der gleichnamigen Gemeinde im Powiat Rawski der Woiwodschaft Łódź, Polen.

## Gemeinde
Zur Landgemeinde Cielądz gehören 18 Ortsteile mit einem Schulzenamt:
Brzozówka
Cielądz
Gortatowice
Grabice
Gułki
Komorów
Kuczyzna
Łaszczyn
Mała Wieś
Mroczkowice
Niemgłowy
Ossowice
Sanogoszcz
Sierzchowy
Stolniki
Wisówka
Wylezinek
Zuski
Eine weitere Ortschaft der Gemeinde ist Parolice.